# Johan Skyttes väg

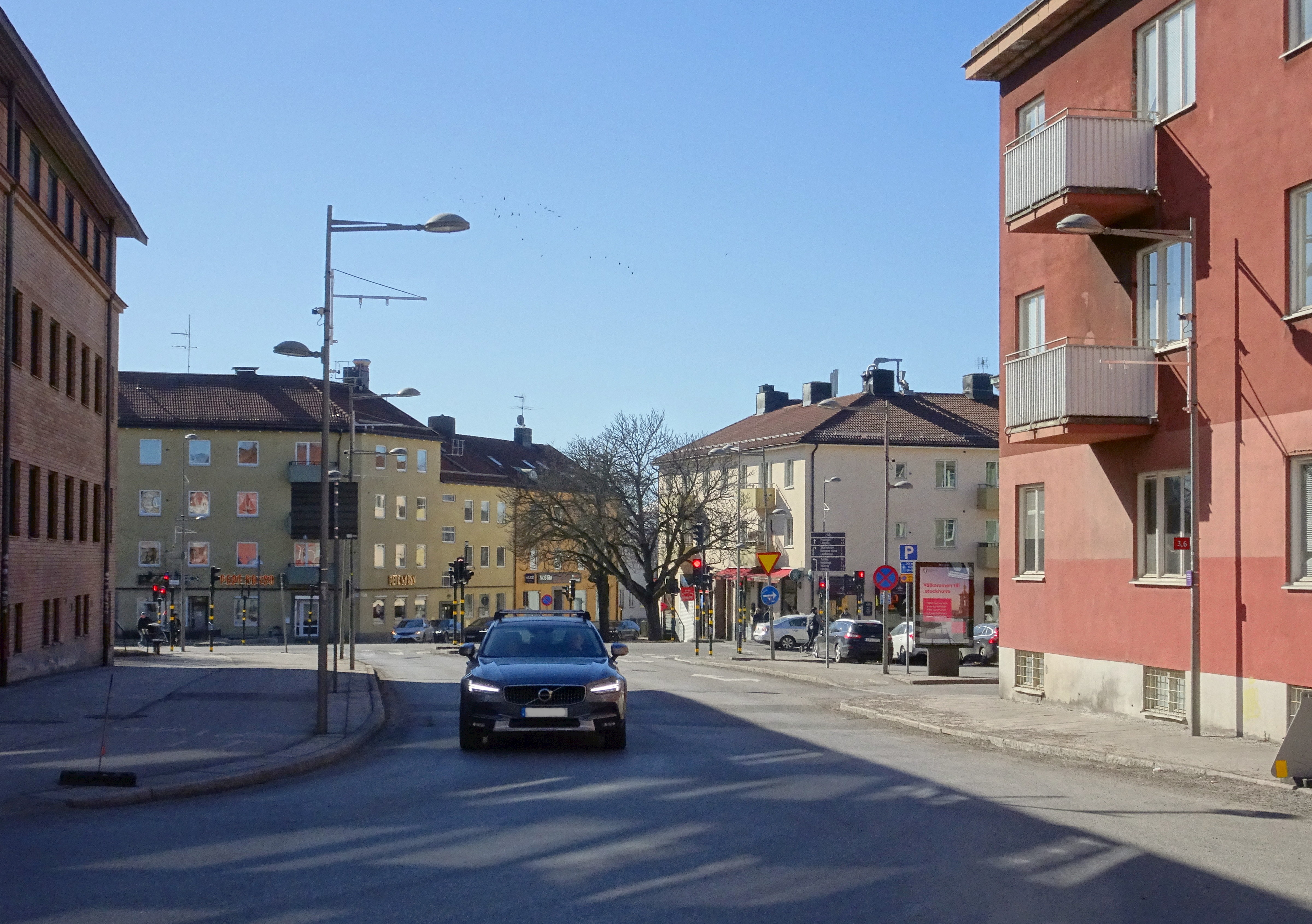
Älvsjö Johan Skyttes väg västerut vid Älvsjövägen, 2022.

Johan Skyttes väg är en lokalgata som sträcker sig genom tre stadsdelar i Söderort: Solberga, Älvsjö och Långbro. Gatan fick sitt namn 1924.

## Historik
Vägen är uppkallad efter friherren Johan Skytte (1577–1645) som bland annat var ägare till närbelägna Älvsjö gård. Gården tillhörde egentligen hustrun Maria Nääf som fått egendomen i hemgift av sin far Johan Göransson Gyllenstierna. Fru Marias väg och Nääfgränd i Älvsjö är uppkallade efter henne.

## Vägens sträckning
Johan Skyttes väg sträcker sig från Götalandsvägen vid Älvsjö station i öster till Långbro sjukhus i väster och är cirka 2 100 meter lång. I stadsdelen Långsjö går vägen huvudsakligen genom småhusbebyggelse från 1930-talet och senare. Vid korsningen med Sjättenovembervägen (korsningen hette tidigare Skyttes plan) passerar vägen stadsdelsgränsen till Älvsjö och vid korsningen med Älvsjövägen / Magelungsvägen leder vägen in i stadsdelen Solberga. Vägens bebyggelse är här mera stadsmässig och fastställdes i Älvsjös första stadsplan upprättad 1921 av arkitekt Per Olof Hallman.
| Johan Skyttes väg nr 214 med Konsum 1936 och Älvsjö Värdshus 2022. |  | Johan Skyttes väg nr 214 med Konsum 1936 och Älvsjö Värdshus 2022. |
| Johan Skyttes väg nr 214 med Konsum 1936 och Älvsjö Värdshus 2022. |  |                                                                    |

### Byggnader och verksamheter
- Nr 200: Klingska huset, uppfördes 1925 av byggmästaren Frans August Kling och räknas till Solbergas äldsta bevarade hyreshus.[1]
- Nr 204: Älvsjö Konditori & Bageri, har funnit på denna adress sedan 1940-talet.[2]
- Nr 214: Älvsjö Värdshus (kinarestaurang), var mellan 1930-talet och 1970-talet traktens Konsumbutik.[3]

### Bilder

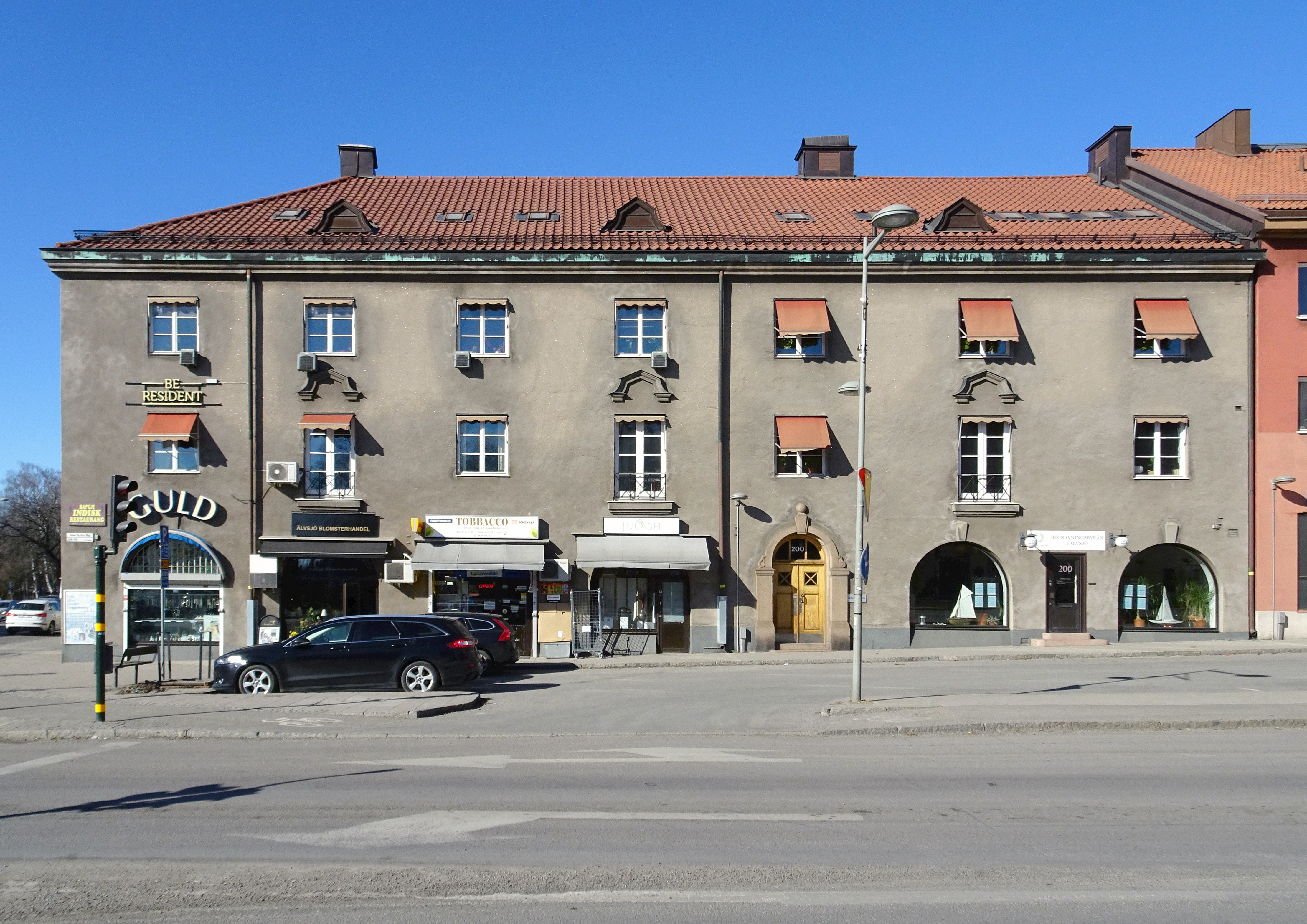
Johan Skyttes väg 200, Klingska huset.
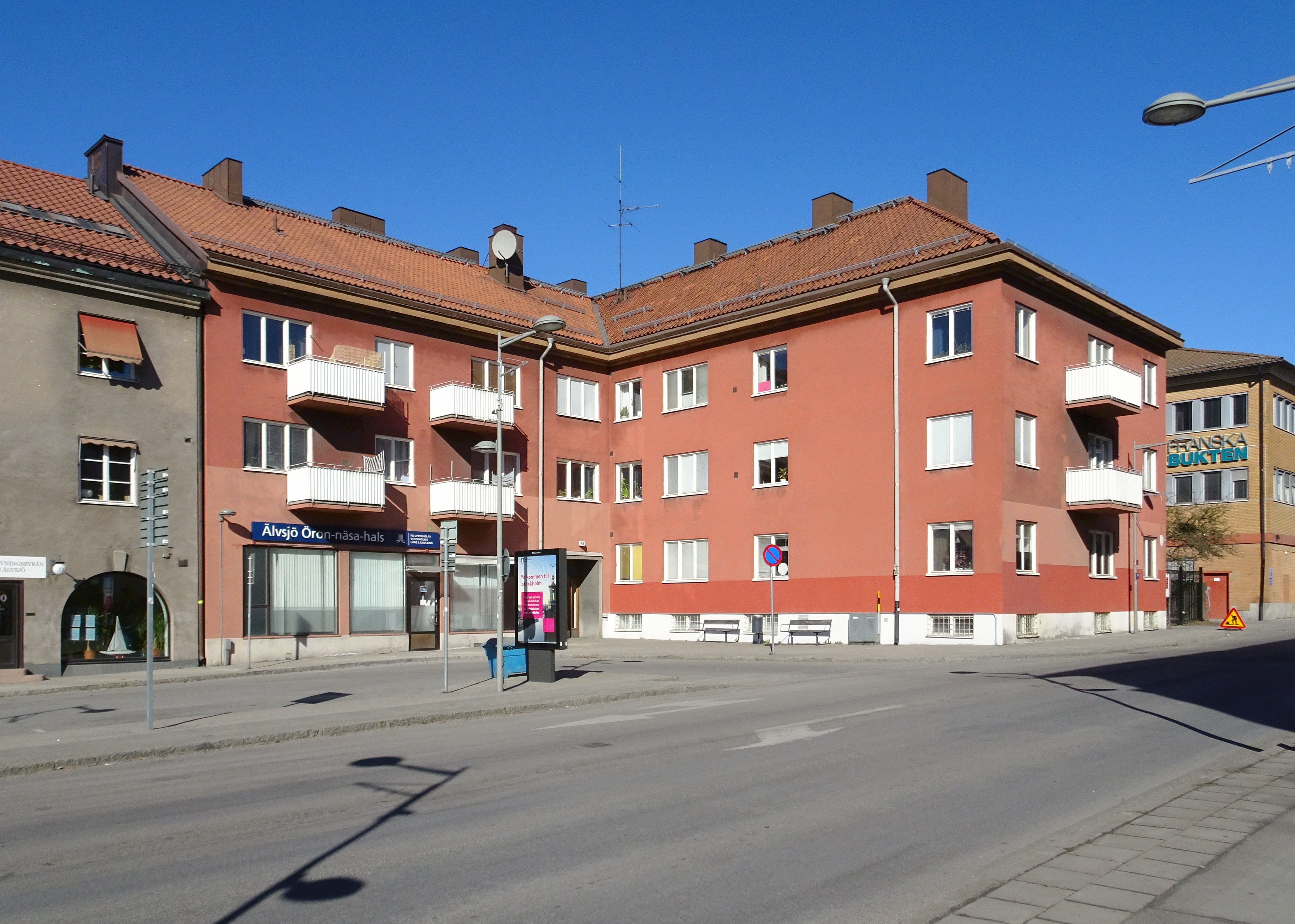
Johan Skyttes väg 198 med Klingska huset till vänster.
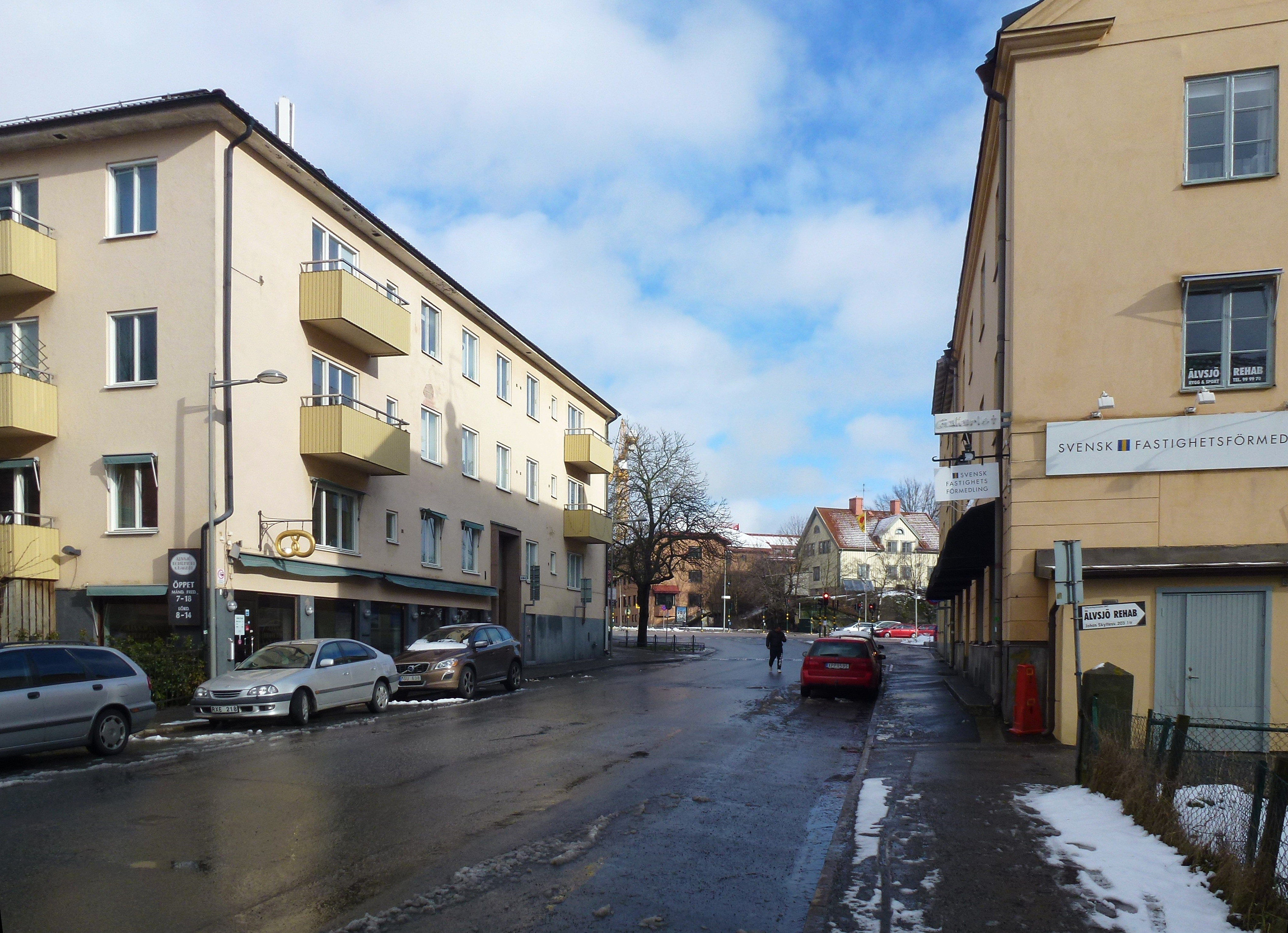
Johan Skyttes väg österut med Älvsjö Konditori & Bageri till vänster.
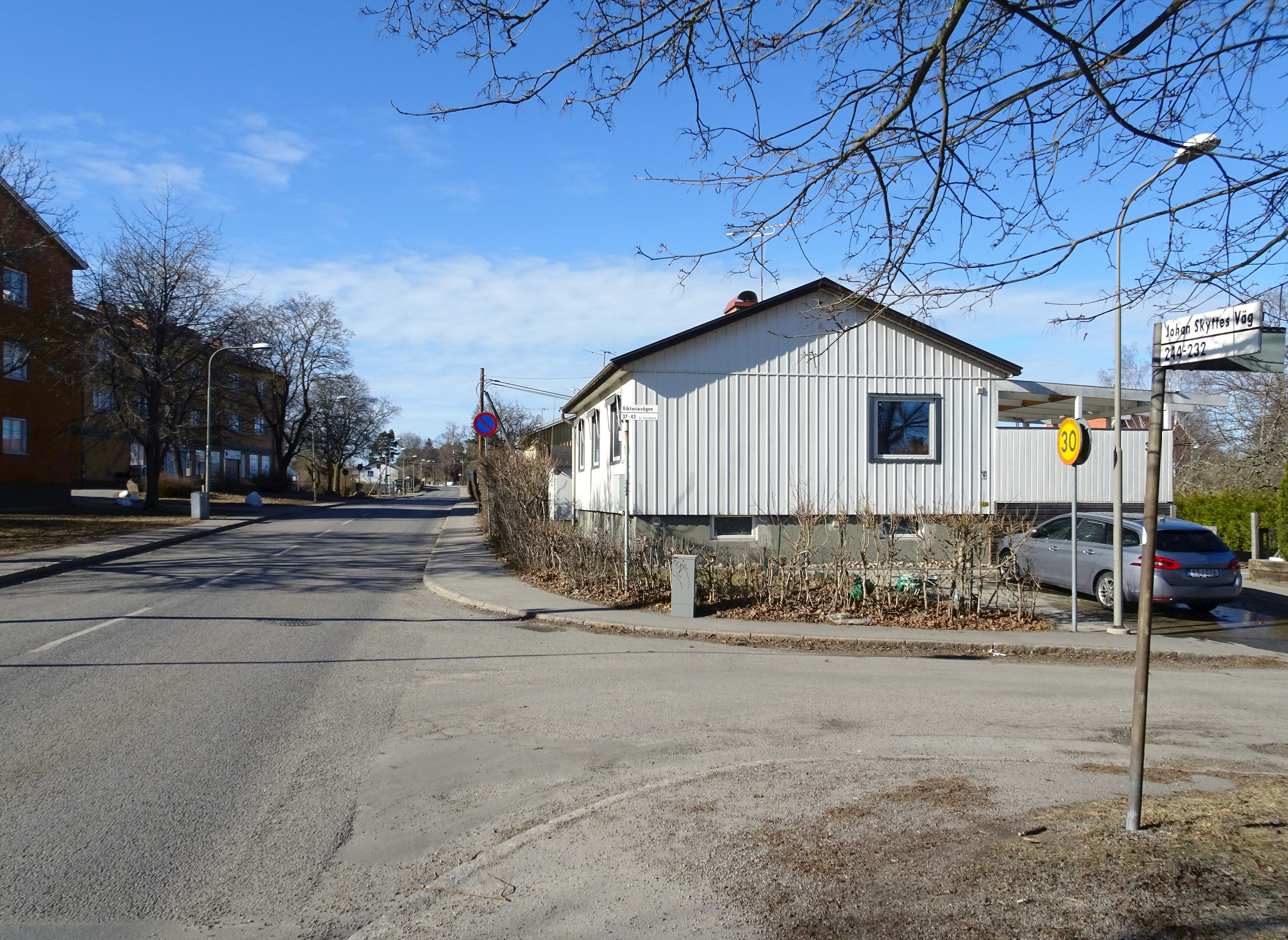
Johan Skyttes väg norrut med småhusbebyggelsen i Långbro.